# Alcántara
Alcántara település Spanyolországban, Cáceres tartományban. Alcántara Acehúche, Brozas, Ceclavín, Garrovillas de Alconétar, Membrío, Navas del Madroño, Portezuelo, Salorino, Villa del Rey, Zarza la Mayor, Mata de Alcántara, Piedras Albas és Idanha-a-Nova községekkel határos. Lakosainak száma 1347 fő (2024).

## Népesség
A település népessége az elmúlt években az alábbi módon változott:
| Lakosok száma | 1776 | 1725 | 1694 | 1653 | 1631 | 1571 | 1518 | 1468 | 1386 | 1347 |
|               | 2001 | 2004 | 2006 | 2009 | 2011 | 2014 | 2016 | 2019 | 2021 | 2024 |